# 广福路西口站
广福路西口站是一个位于中华人民共和国云南省昆明市西山区福海街道滇池路与广福路交叉口地下，属于昆明地铁5号线的地铁车站，2022年6月29日启用。

## 车站结构
本站为地下二层双跨岛式车站。
| 地面层          | 出入口                | 出入口                                 |
| 地下一层 站厅层 | 站厅                  | 票务服务、自动售票机、安检、进出站闸机 |
| 地下二层 站台层 |                       | █ 5号线往世博园（福海）                |
| 地下二层 站台层 | 岛式站台，左侧開门    |                                        |
| 地下二层 站台层 | █ 5号线往宝丰（大坝） |                                        |

## 出入口
本站设有4个出口：
|                       | 编号               | 地点                                             | 建议前往的目的地 | 照片 |
| 出口 · A              | 广福路口           | 中央金座                                         |                  |      |
| 出口 · B              | 广福路口           | 云南省文化旅游局、国家金融监督管理总局云南监管局 |                  |      |
| 出口 · C · 升降机标志 | 广福路口（滇池路） | 云玺天阶                                         |                  |      |
| 出口 · D              | 广福路口（滇池路） | 云南省政治协商委员会                             |                  |      |
| 註： 設有             |                    |                                                  |                  |      |